# Église Saint-Martial de Palisse
Pour les articles homonymes, voir église Saint-Martial.
L'église Saint-Martial est une église catholique située à Palisse, en France.

## Localisation
L'église est située dans le département français de la Corrèze, sur la commune de Palisse.

## Historique
L'Église à l'exclusion des parties classées a été inscrite au titre des monuments historique en 1976.
Le Clocher à arcades et le portail de la façade occidentale ont été classés au titre des monuments historique en 1976.
La particularité de l'église est d'avoir un clocher-mur isolé et rattaché à l'église par un mur bas.

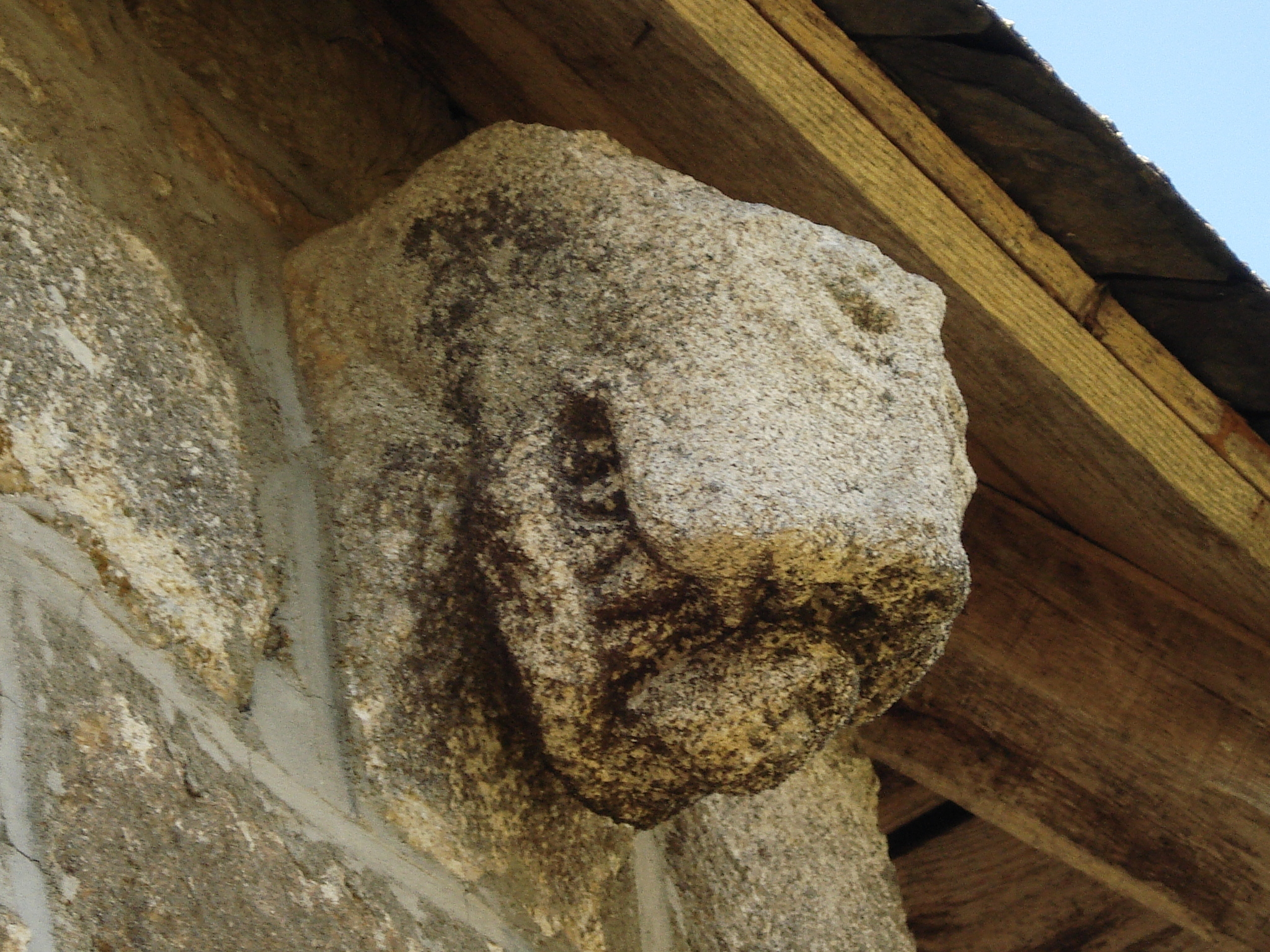
Tête de monstre sculptée.